# Evangelische Kirche Hähnlein

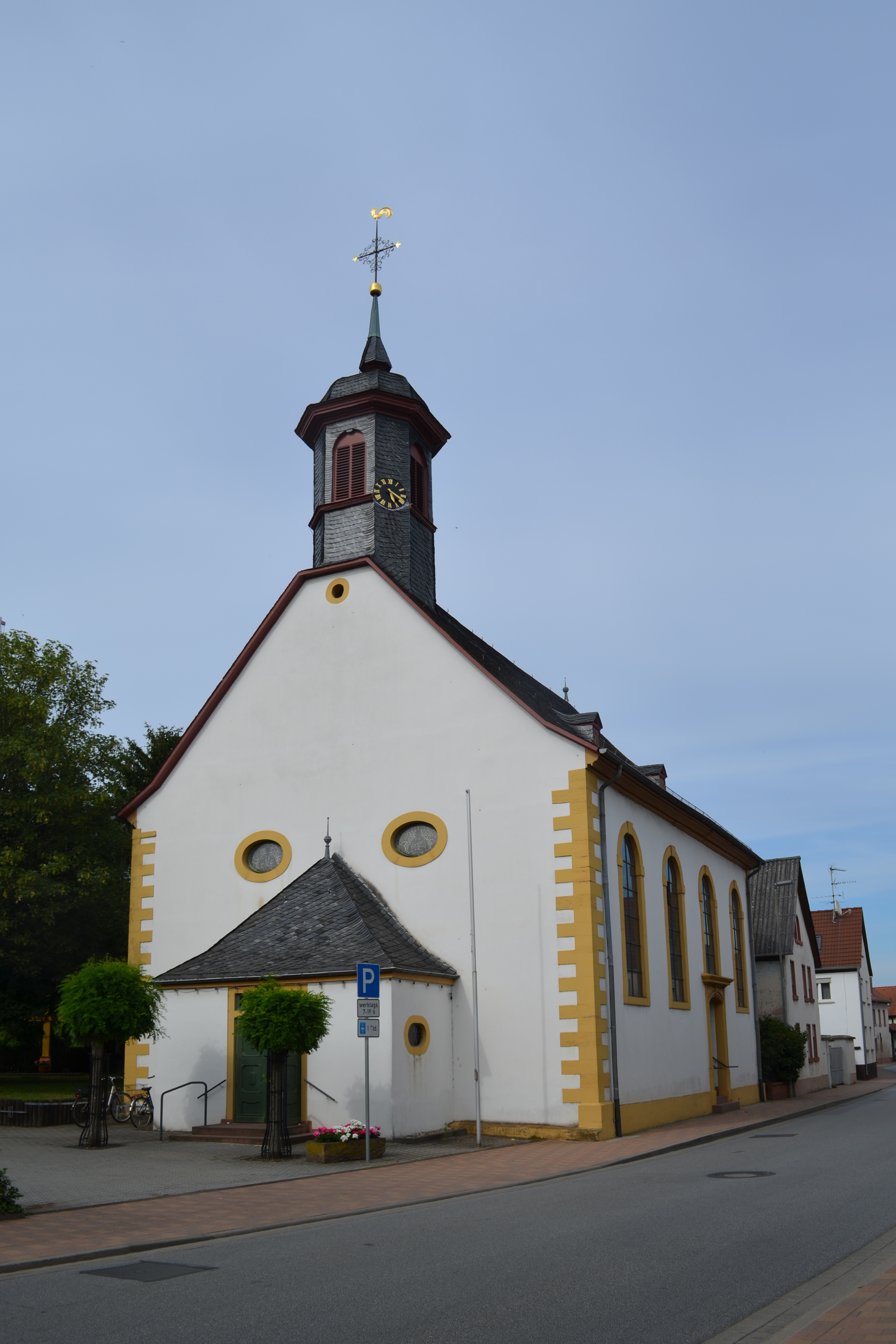
Kirche

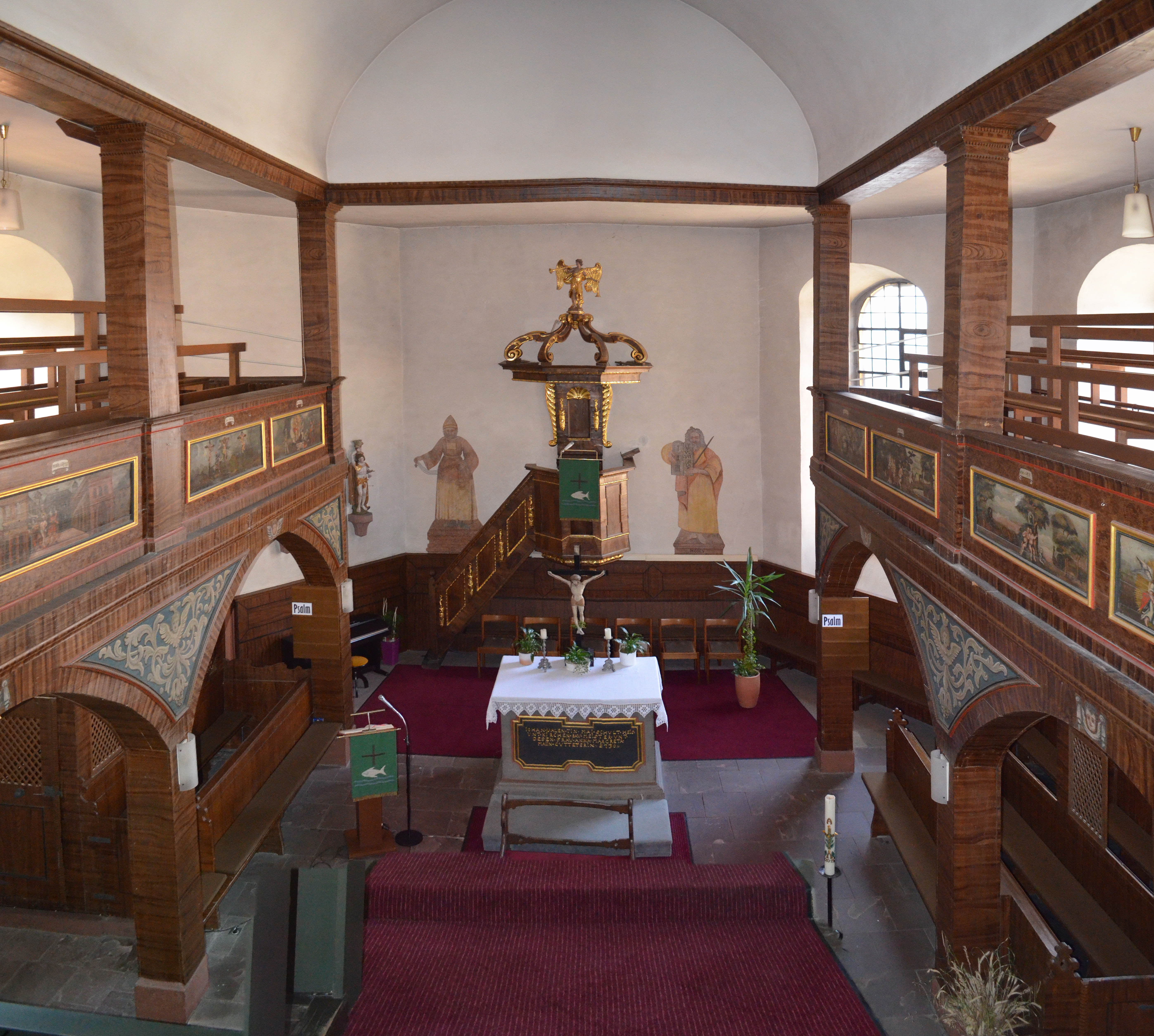
Innenansicht der Kirche mit Blick auf den Altarraum

Die Evangelische Kirche in Hähnlein steht als Kulturdenkmal unter Denkmalschutz. Die Kirchengemeinde gehört zum Dekanat Bergstraße in der Propstei Starkenburg der Evangelischen Kirche in Hessen und Nassau.

## Geschichte
In Hähnlein befand sich seit dem Mittelalter eine kleine Kapelle, die auch Wallfahrtskapelle war. Diese war dem heiligen Laurentius geweiht. 1622 wurde die Obergrafschaft Katzenelnbogen durch Mansfeldsche Truppen besetzt. Die Kapelle wurde hierbei geplündert. Der Kirchkasten mit dem Geld und der Abendmahlskelch wurden gestohlen, das Taufbecken und Teile der Kapelle zerstört. Im Dreißigjährigen Krieg wurde die Kapelle 1632 erneut geplündert.
Hähnlein und Alsbach gehörten ursprünglich zur Pfarrei Bickenbach. Später (um 1639, die genaue Jahreszahl fehlt in der Pfarrchronik) wurde Alsbach zur eigenen Pfarrei erhoben und die Hähnleiner Kapelle als Filialkirche von Alsbach betrieben. Die Bevölkerung von Hähnlein, die im Dreißigjährigen Krieg stark zurückgegangen war, wuchs im Laufe des 17. Jahrhunderts stark, so dass die Einwohnerzahl von Hähnlein die von Alsbach überstieg. 1728/1729 wurde die Kirche in Hähnlein daher nach Plänen des Werkmeisters Wilhelm Vornberger aus Darmstadt erbaut. Der Bau kostete 2200 Gulden und belastete die Gemeindekasse schwer. Hinzu kamen noch 550 Gulden für die beiden Glocken. Eine der Glocken zersprang beim Trauerläuten beim Tod von Landgraf Ernst Ludwig 1739 und musste neu gegossen werden.
Die Landgrafschaft Hessen-Darmstadt bestellte einen Diaconus, der die ordentlichen Predigten und den Schulunterricht bestreiten sollte. Kirchenrechtlich blieb Hähnlein eine Filialkirche von Alsbach. Alle vier Wochen hielt der dortige Pfarrer einen Gottesdienst in Hähnlein. Auch nahm er Taufen, Hochzeiten und Beerdigungen vor.
1741 wurde Hähnlein zur eigenen Pfarrei erhoben.
1746 wurde für 300 Gulden eine Orgel eingebaut. Die Finanzierung erfolgte durch Spenden. Hierzu trug Johann Valentin May allein 100 Gulden bei.

### Renovierung in der Neuzeit
1972 wurde die Kirche renoviert, hierbei wurde schon ein Loch (Grab) gefunden, jedoch nicht weiter geöffnet. Im Jahr 2025 wurde der Boden der Kirche komplett geöffnet. Hierbei wurden zwei Gräber gefunden. Eines von Pfarrer Georg Ludwig Busch; er starb 1747, das Zweite ist vermutlich Dekan Johann Philipp Neuß.

## Baubeschreibung
Die Kirche ist ein Saalbau mit dreiseitigem Schluss und einem sechseckigen Dachreiter. Sie liegt an der Gernsheimer Straße (Hausnummer 9), heute der Hauptdurchfahrtsstraße des Ortes.
An der Nordseite befindet sich die Sakristei mit Kreuzgratgewölbe. In diesen Teil des Gebäudes sind die Reste der alten Kapelle integriert.

## Interieur
Eine dreiseitige Empore über Arkaden, deren Pfeiler zur Decke führen, im Inneren erweckt den Eindruck der Dreischiffigkeit. Die Brüstungen der Empore sind mit Malereien biblischer Motive geschmückt. Im Rahmen des Einbaus der neuen Orgel musste die Empore an der Eingangsseite verbreitert werden. Hierdurch wurden dort die Brüstungsmalereien abgeschnitten. Auf der linken Seite führt dies zu der Situation, dass in der Darstellung vom Marias Verkündigung Maria selbst fehlt. Nur noch ihr Arm ist erhalten.
Die Kanzel an der Chorwand stammt aus dem Jahr 1730. Sie wurde von dem Hähnleiner Schultheißen Johann Valentin May gestiftet und hatte 90 Gulden gekostet. Auch der Altar war von Johann Valentin May für einen Preis von 25 Gulden erworben und gestiftet worden. Drei spätgotische hölzerne Heiligenfiguren (Johannes der Täufer, Maria, Sebastian) stammen aus dem 16. Jahrhundert. Sie gehörten noch zur alten Kapelle.
Auch das Taufbecken wird in der Denkmaltopographie hervorgehoben.

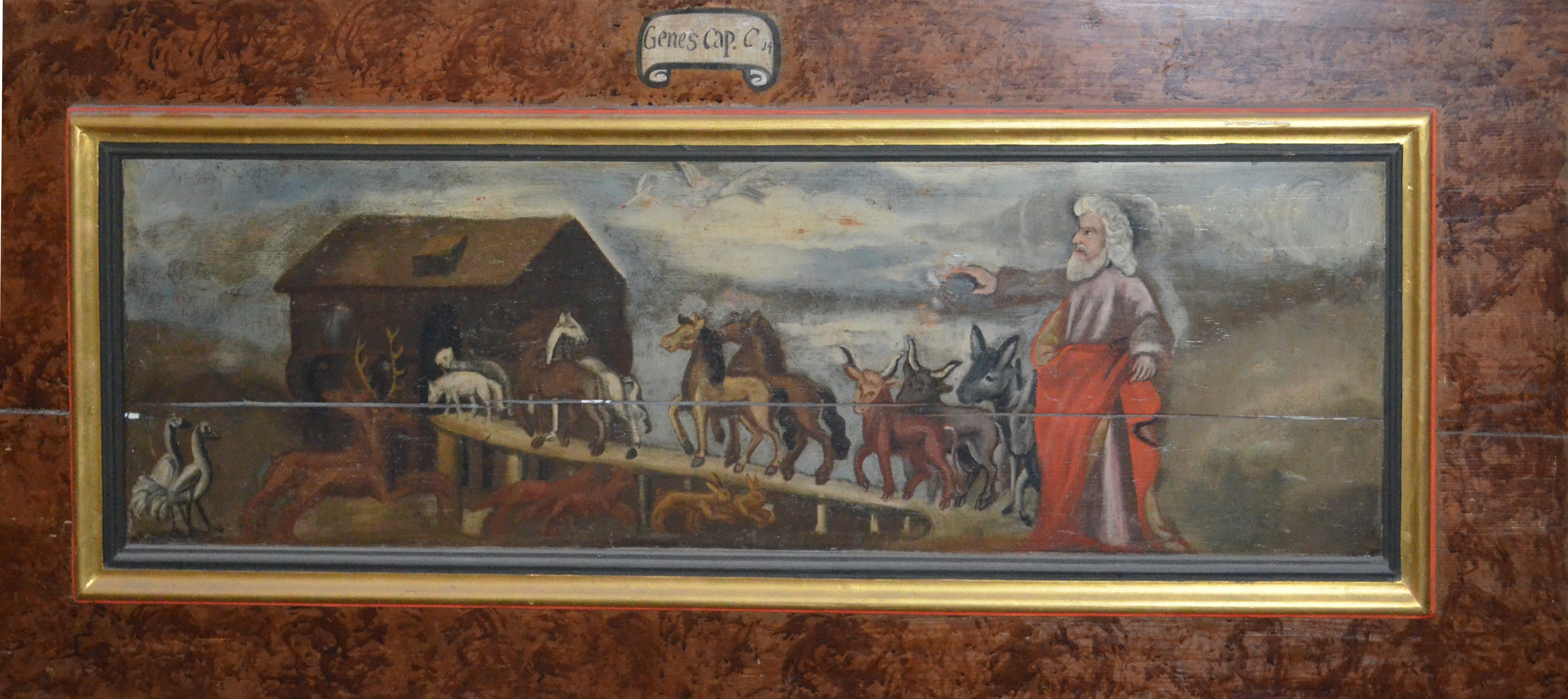
Ein Bild aus der Emporendekoration (Moses)
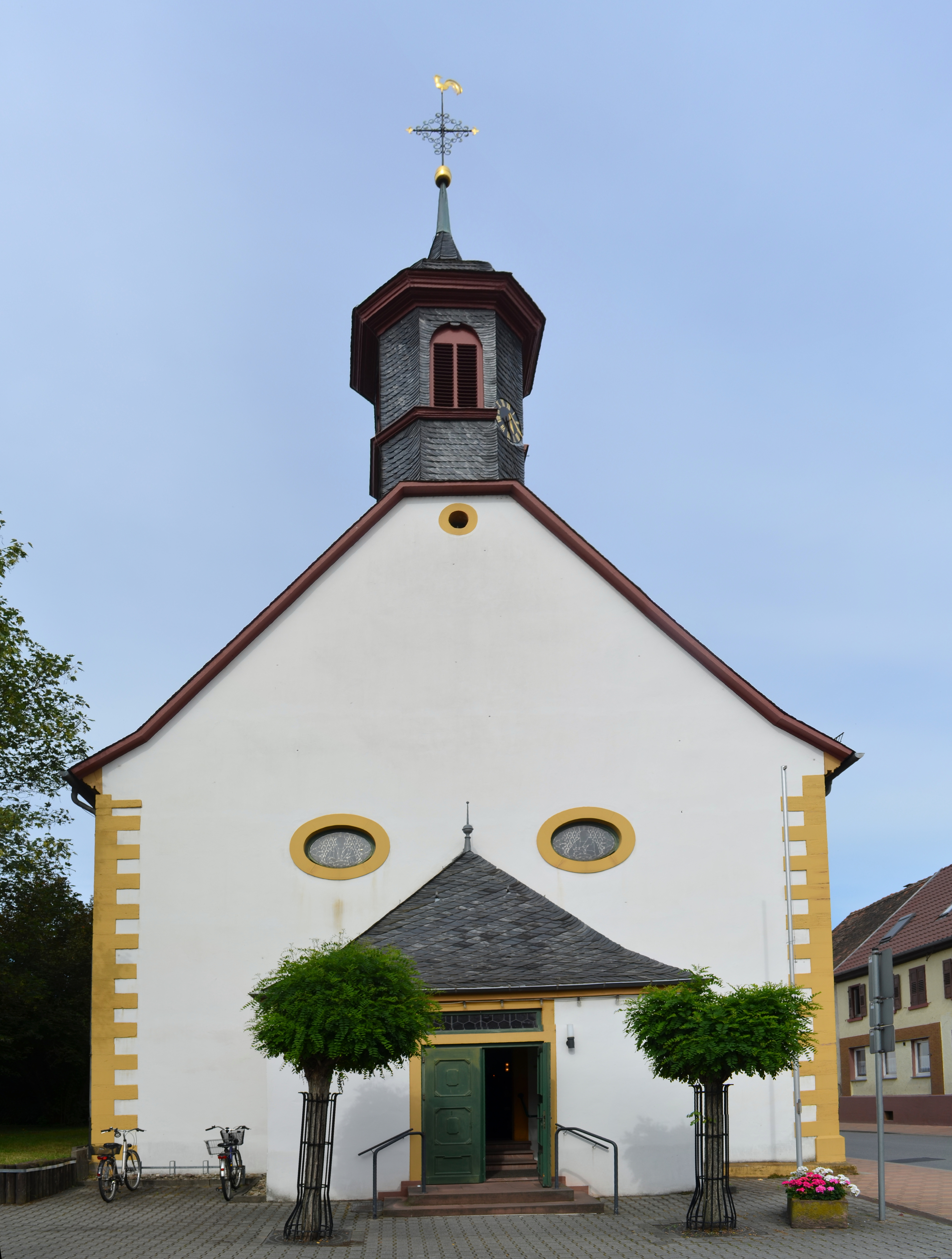
Front der Kirche
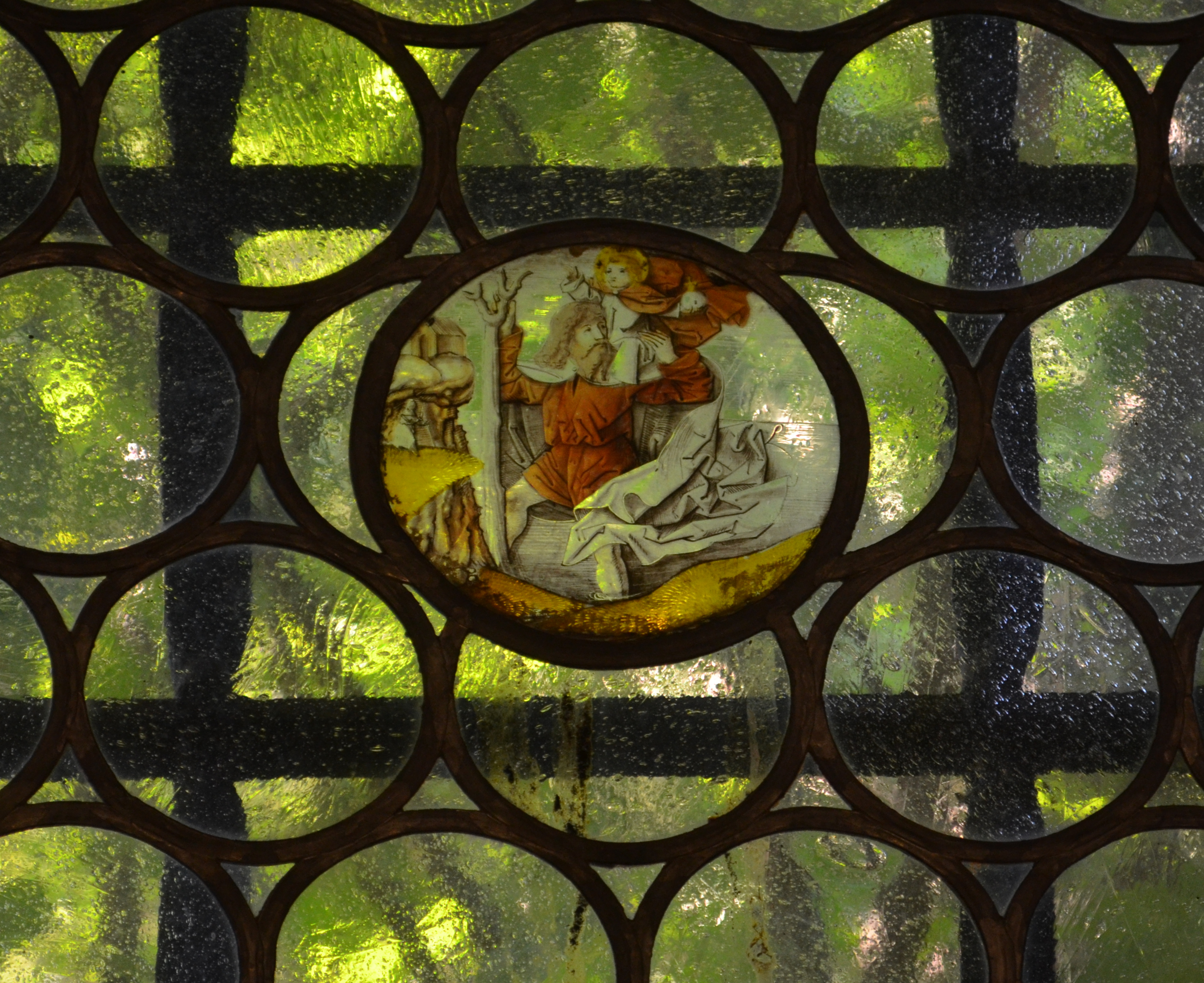
Glasfenster aus der alten Kapelle in der Sakristei
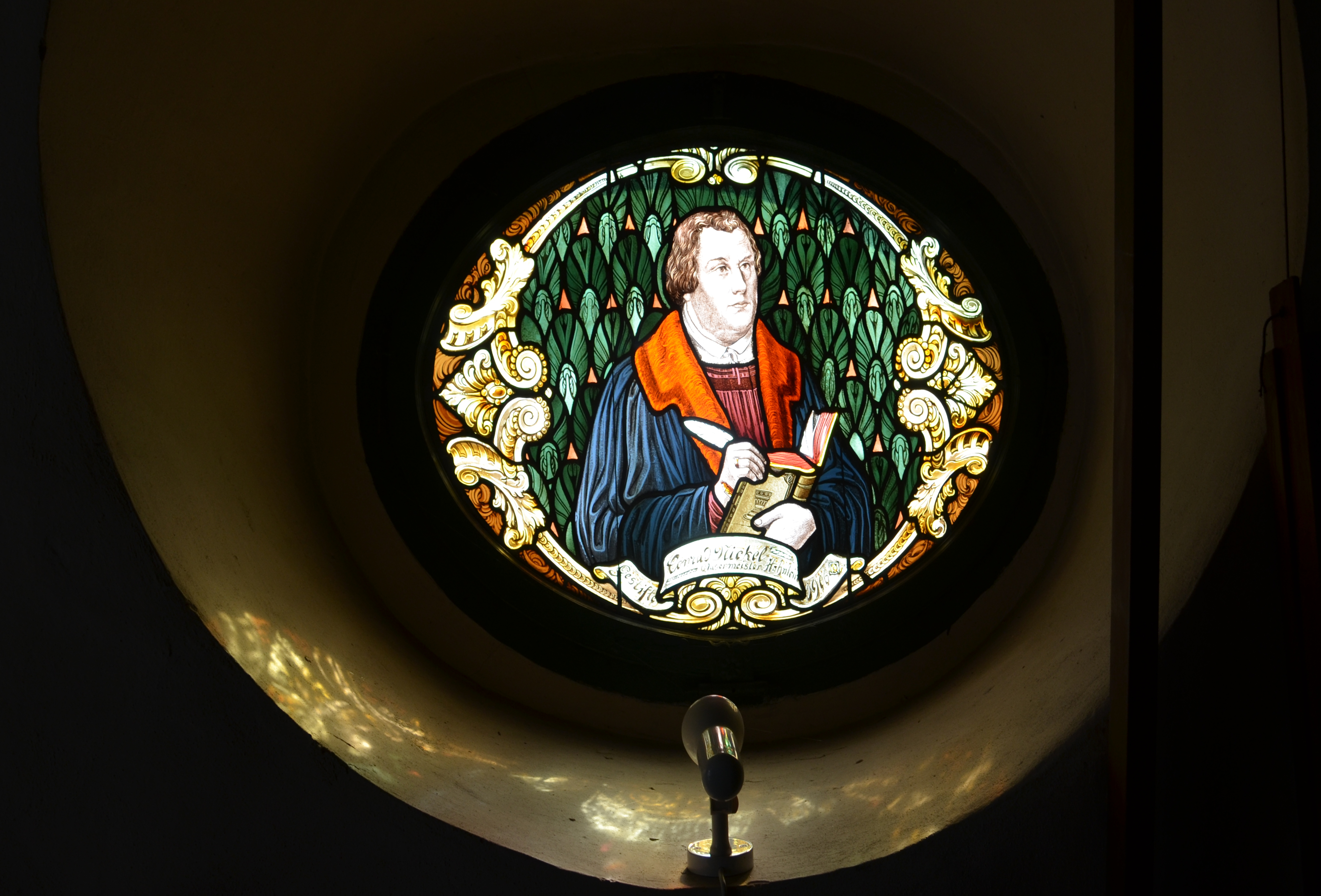
Glasfenster an der Frontseite rechts von 1906 (Luther)
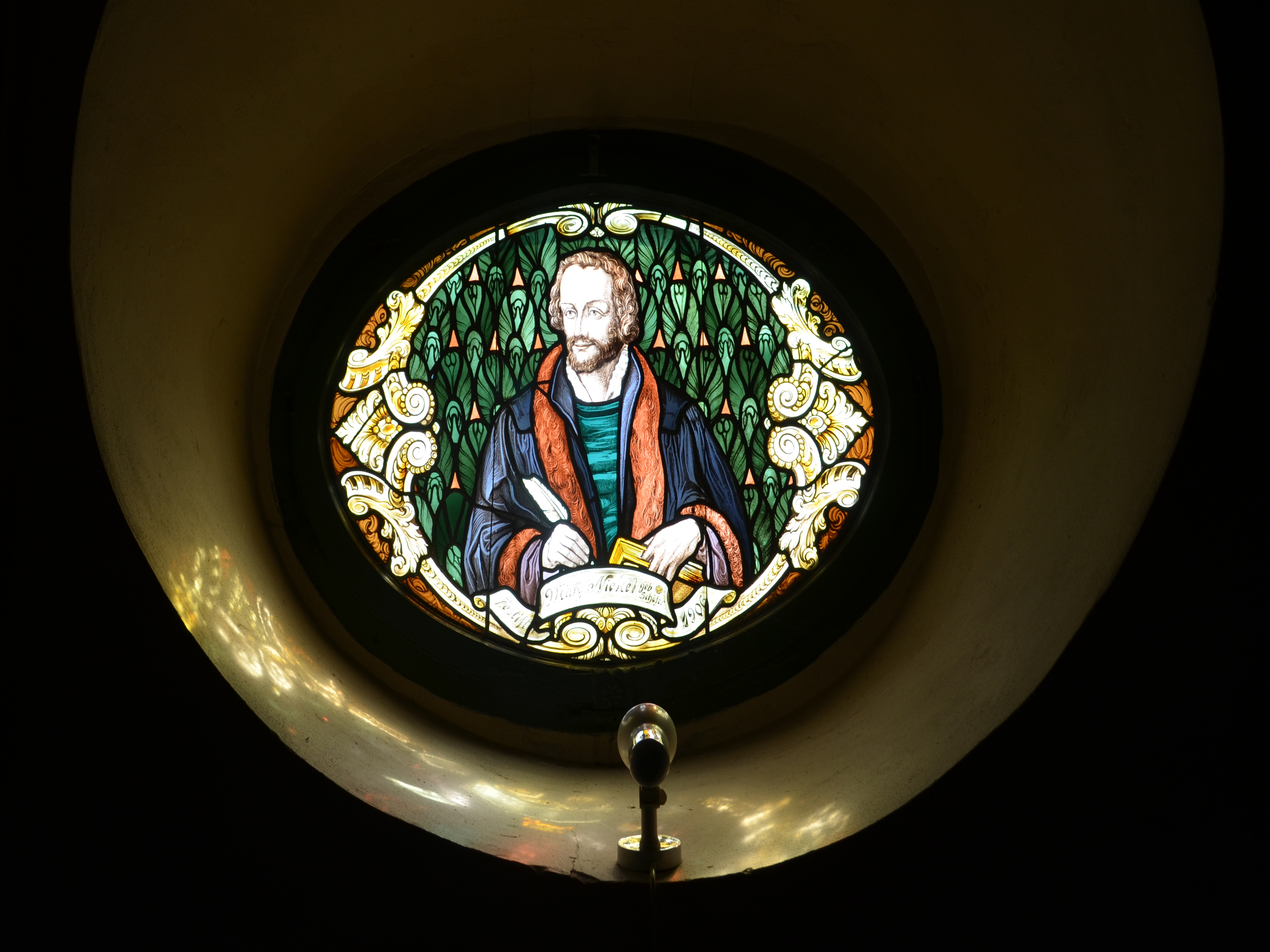
Glasfenster an der Frontseite links von 1906 (Melanchton)
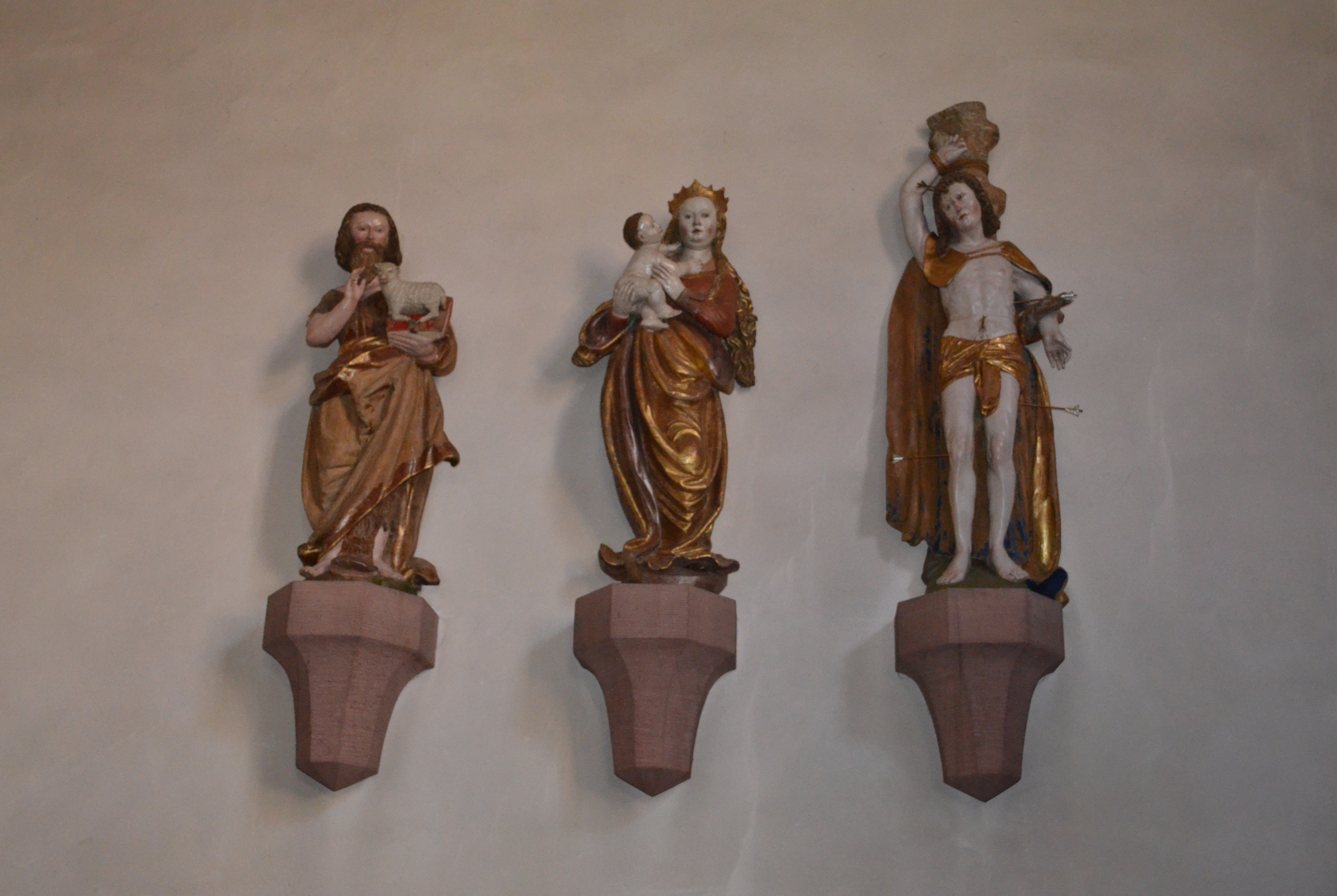
Heiligenfiguren (Johannes der Täufer, Maria, Sebastian)
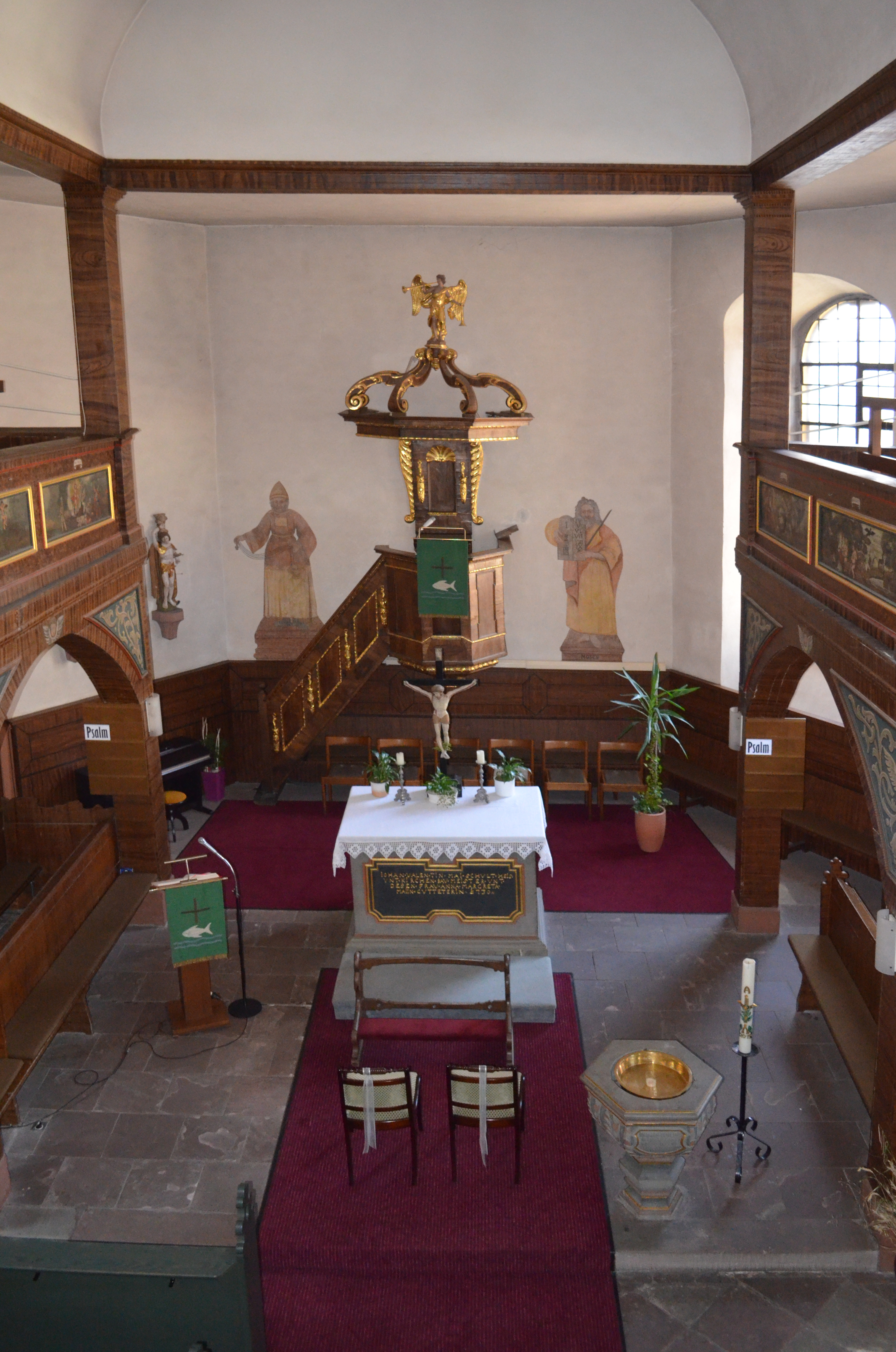
Innenansicht der Kirche mit Blick auf den Altarraum von der Empore
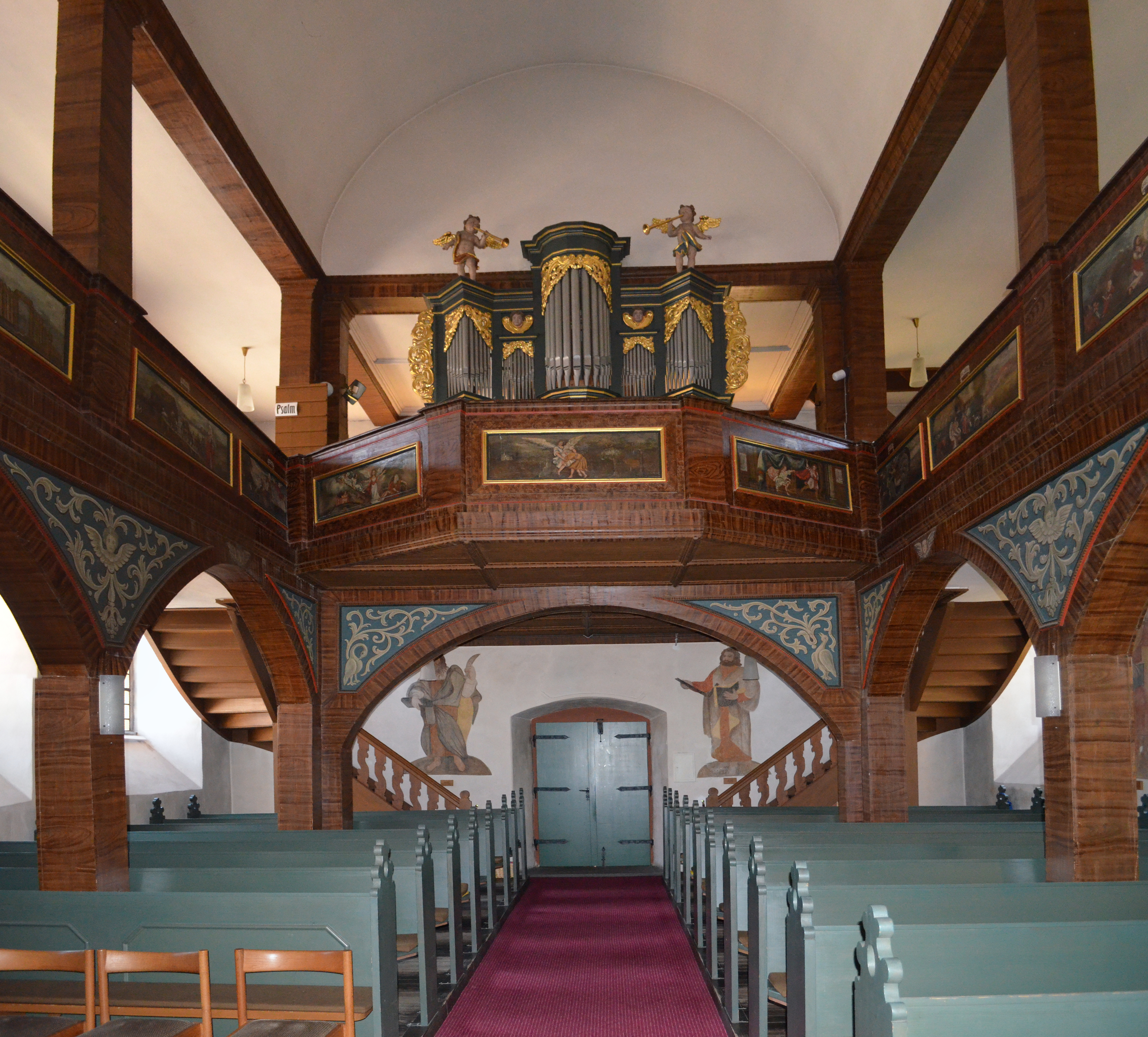
Innenansicht der Kirche mit Blick auf Orgel und Ausgang
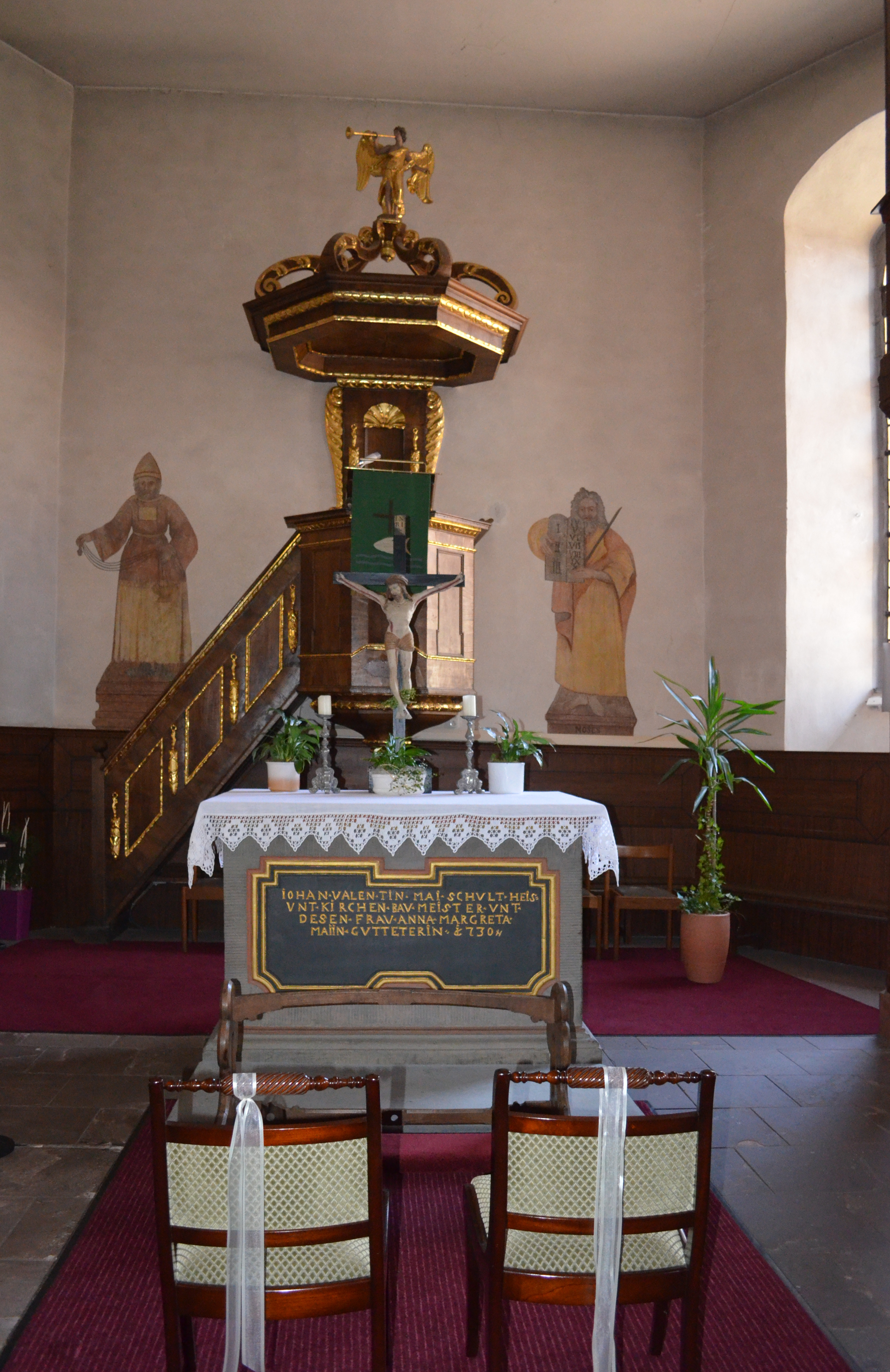
Altar und Kanzel
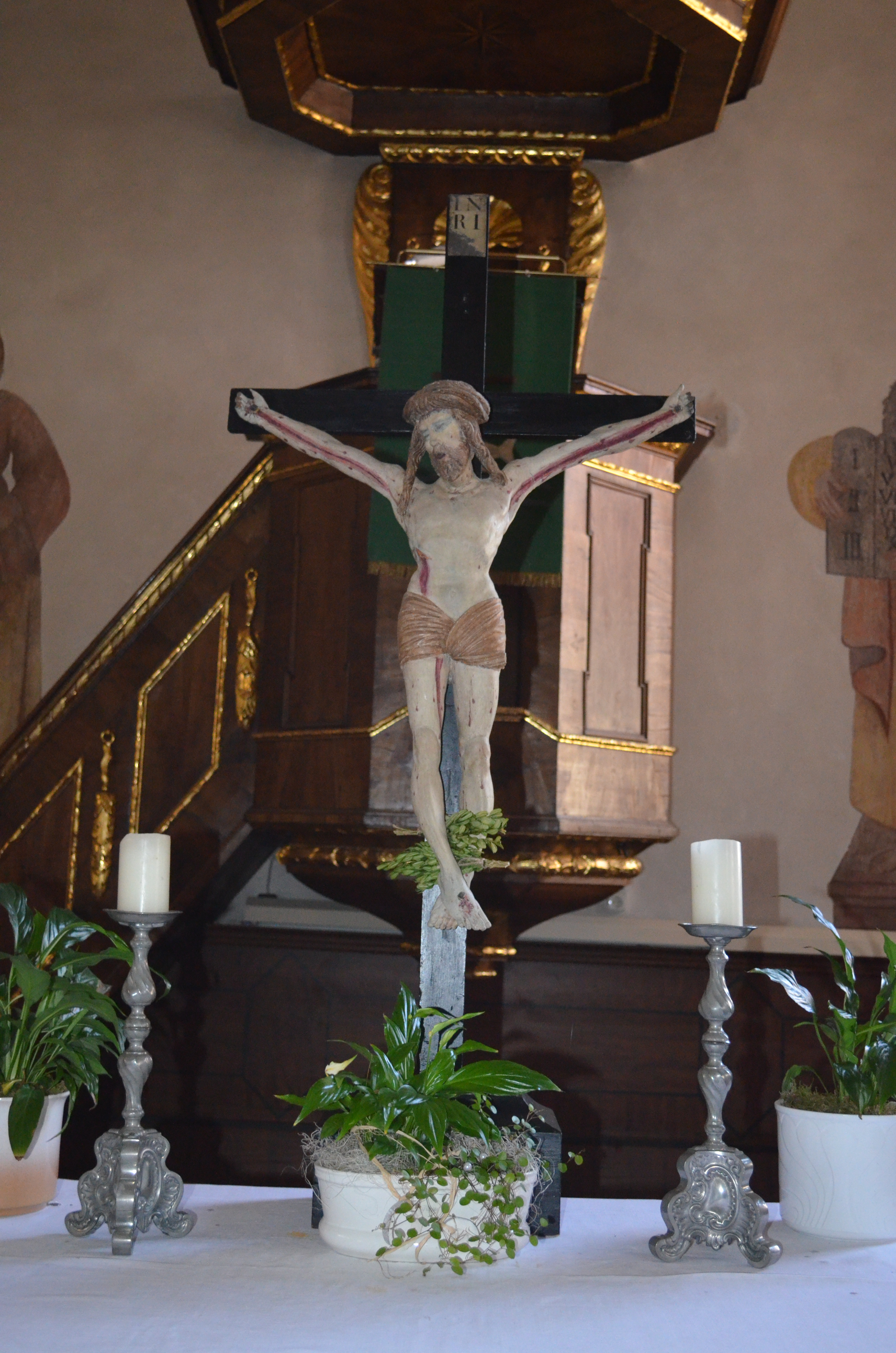
Kruzifix
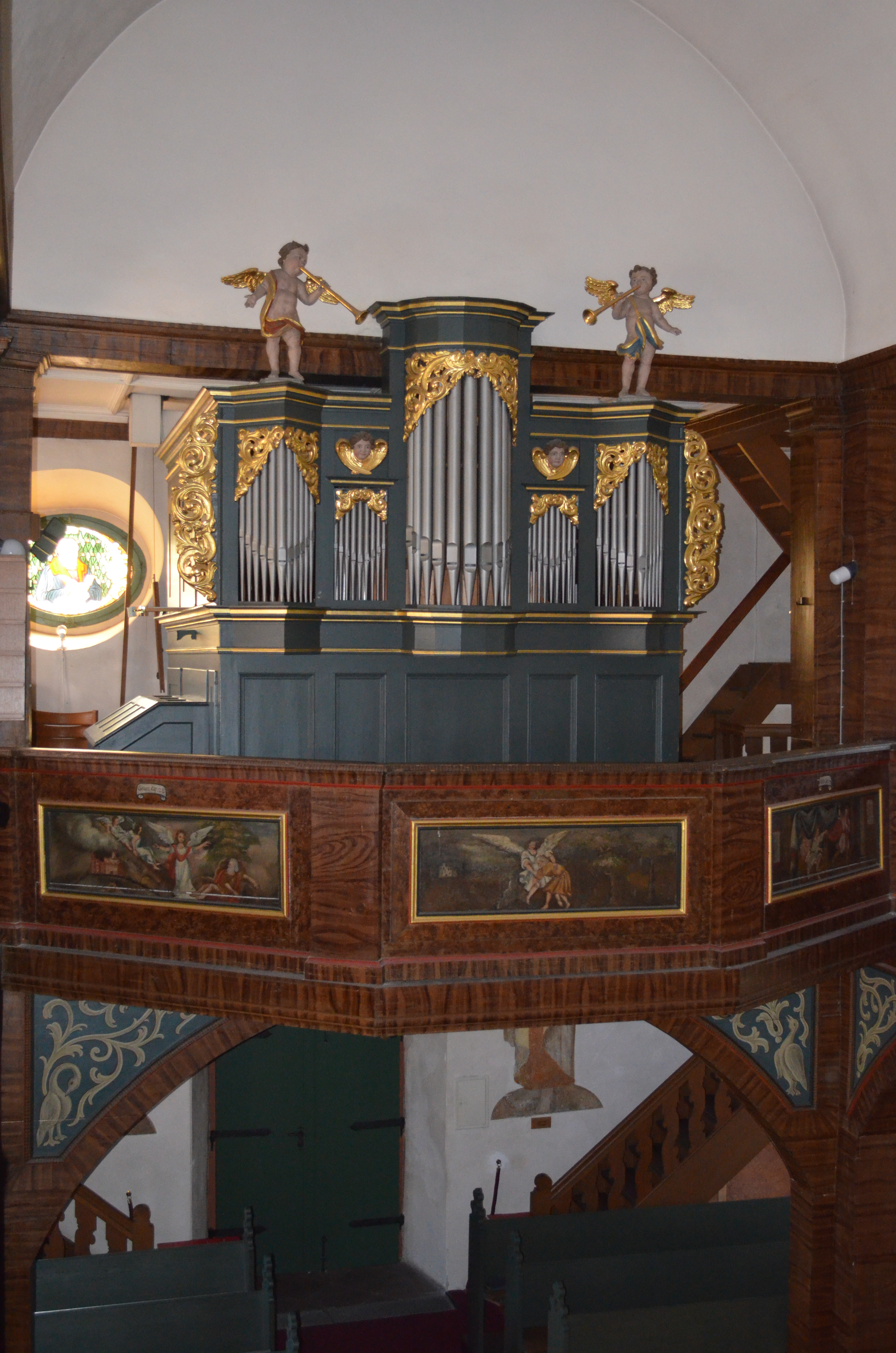
Orgel
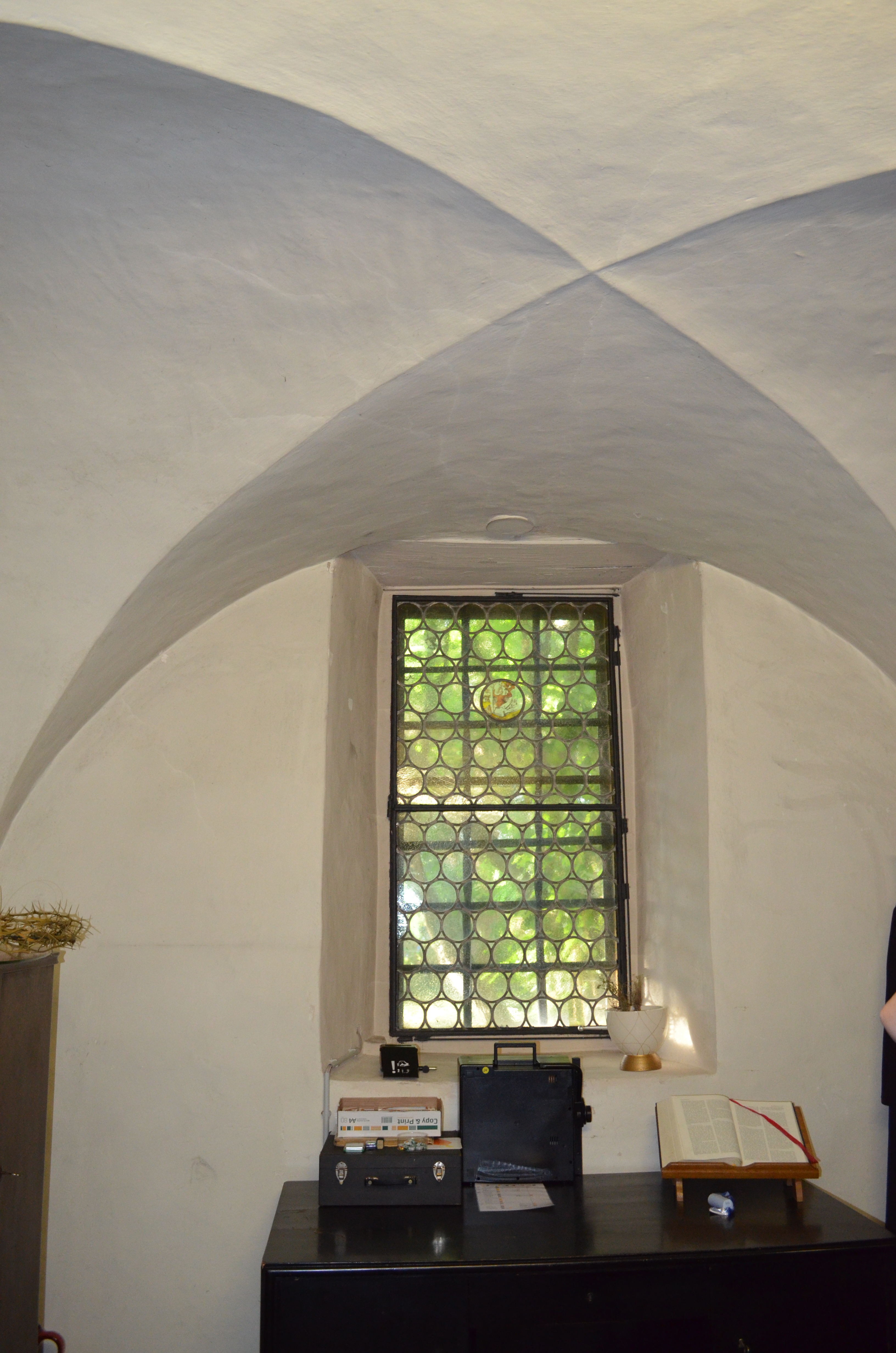
Sakristei
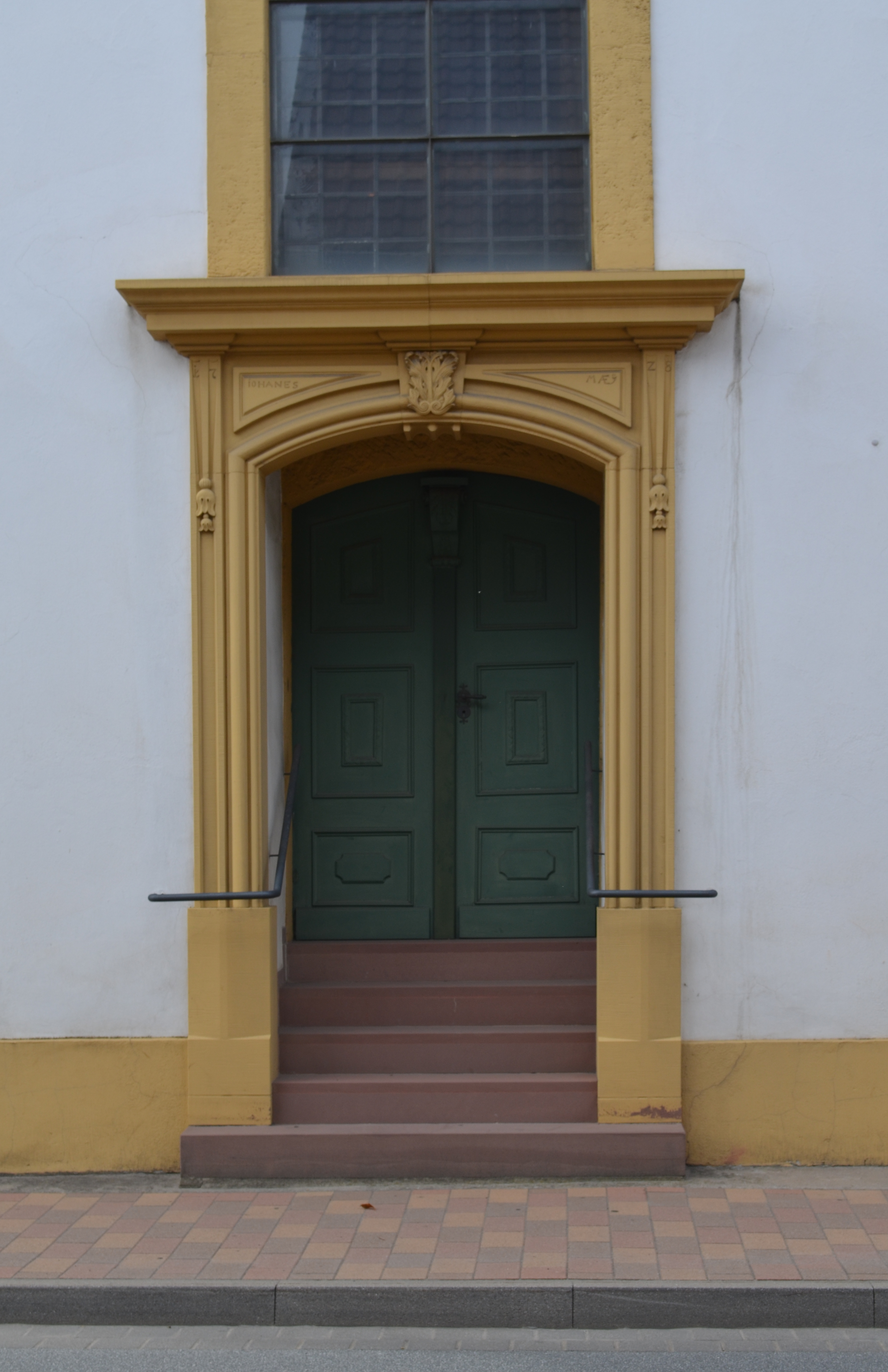
Seitentür
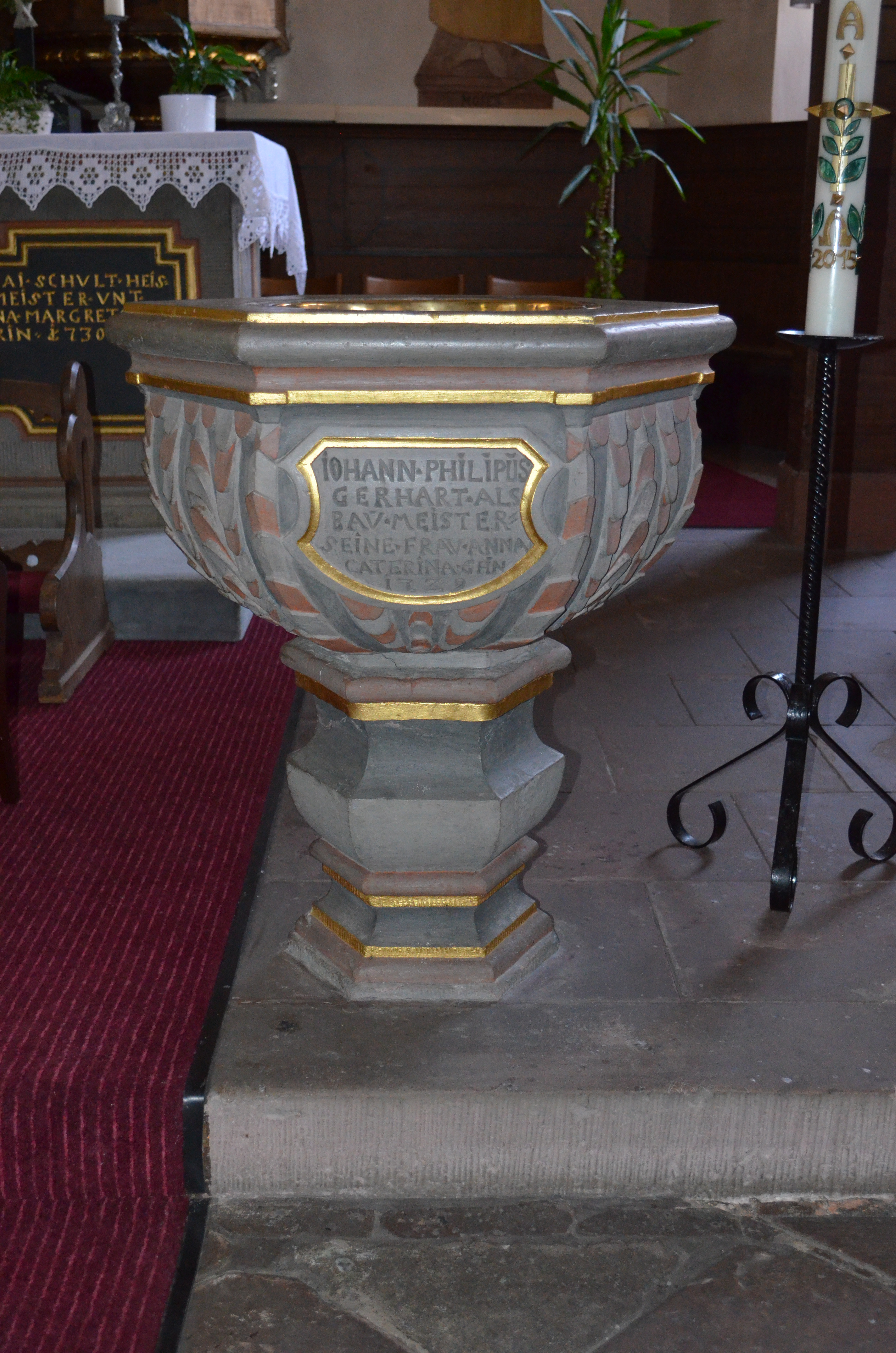
Taufbecken
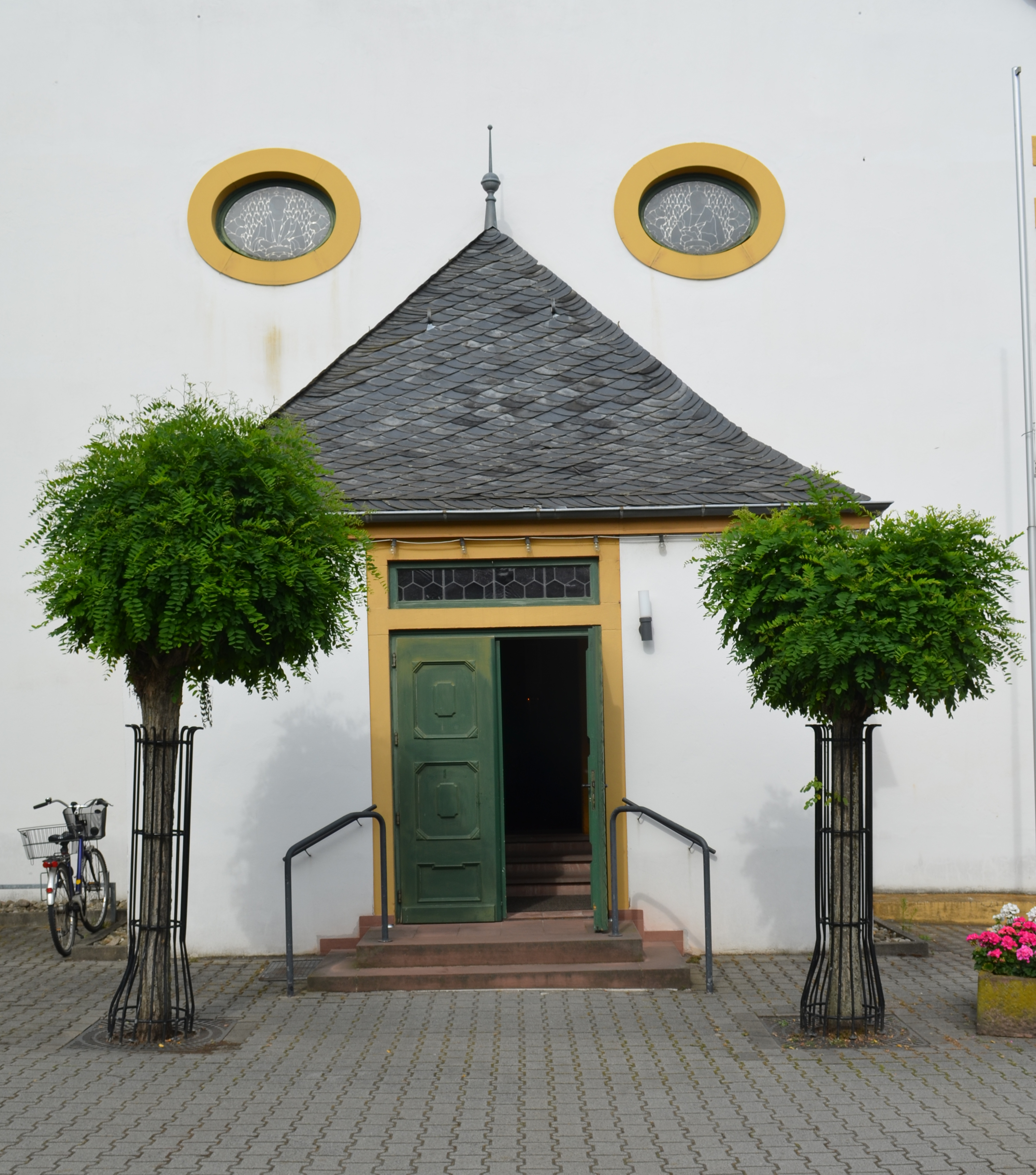
Tür
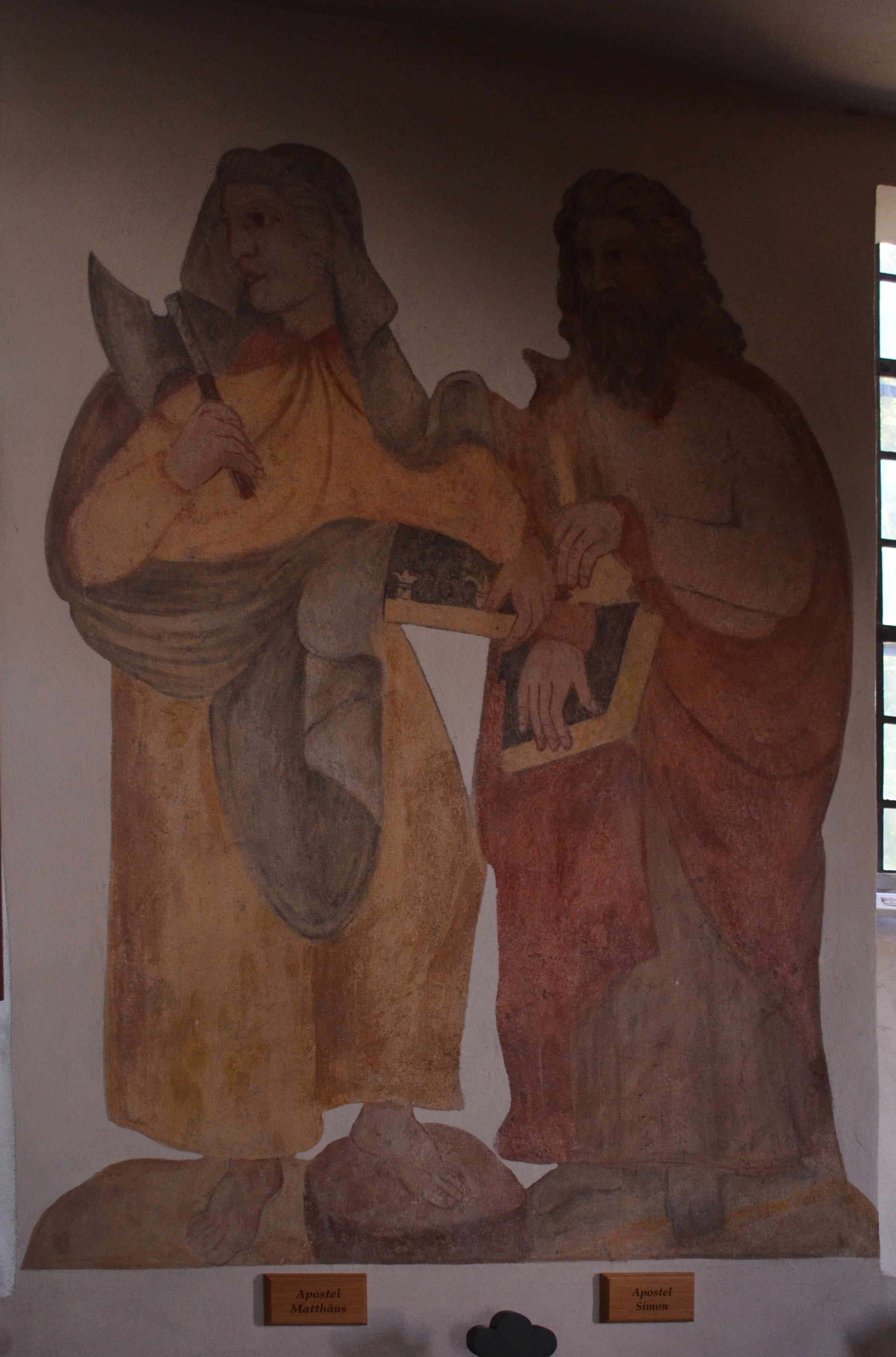
Wandmalerei (Matthäus und Simon)

## Pfarrer
Pfarrer von Alsbach bis 1740
- Joh. Christian Wentz (1650–1655)
- Erasmus Malcomesius (1656–1672)
- Joh. Ludwig Volhard (1872–1690)
- Karl Alexander Fischer (1690–1711)
- Erwin Christoph Rubens (1711–1740)

Pfarrer in Hähnlein ab 1741
- Georg Ludwig Busch (1741–1747), bestattet in dieser Kirche
- Johann Adolph Müller (1748–1759)
- Johannes Weber (1759–1760)
- Johann Peter Bonhard (1760–1765)
- Georg Friedrich Sauler (1765–1782)
- Friedrich Karl Steuernagel (1782–1797)
- Georg Konrad Benjamin Ayer (1797–1823)
- Georg Geiger (1824–1830)
- Heinrich Wilhelm Heß (1831–1838)
- Karl Frey (1838–1850)
- Ernst Peter Ludwig Christian Philipp Vogler (1850–1873)
- Karl Eigenbrodt (1875–1883)
- Heinrich Brüning (1884–1903)
- Johannes Biegler (1904–1908)
- Pfarrvikar Ludwig Klingelhöffer (1908–1909)
- Karl Bolitsch (1909–1938)
- Pfr. Praetorius (1938–1940) (1940 eingezogen und gefallen 1942)
- Karl Bolitsch (bereits im Ruhestand)  (1940–1945)
- Fritz Andres (1945–1950)
- Berthold Lahl (1950–1967)
- Rudolf Schwedes (1967–1969)
- Horst Seibert (1969–1973)
- Volker Brecht (1974–1979)
- Irmela Hage (1979–2001)
- Horst Seyberth (2002–2017)[2]
- Julia Fricke (ab 2018)